# فاناشين (أرارات)
مدينة فاناشين (بالأرمينية:Վանաշեն) (بالإنجليزية: Vanashen)‏ هي إحدى المدن التابعة لمقاطعة أرارات في أرمينيا. يقدر عدد سكانها بـ 2499 نسمة حسب الإحصاء الذي جرى عام 2011.